# Montpelier (Vermont)
Montpelier é a capital do estado norte-americano de Vermont, no condado de Washington, do qual é sede. Foi fundada em 1787 e incorporada como aldeia em 1818 e, posteriormente como cidade em 1895. Seu nome é uma homenagem a cidade francesa de Montpellier.

## Geografia
De acordo com o United States Census Bureau, a cidade tem uma área de 26,5 km², dos quais 26 km² estão cobertos por terra e 0,5 km² por água.

## Demografia
Segundo o censo nacional de 2010, a sua população é de 7 855 habitantes e sua densidade populacional é de 296 hab/km². É a 15ª cidade mais populosa de Vermont. É a capital estadual menos populosa dos Estados Unidos. Possui 4 034 residências que resulta em uma densidade de 154,8 residências/km².

## Marcos históricos
A relação a seguir lista as 5 entradas do Registro Nacional de Lugares Históricos em Montpelier. O primeiro marco foi designado em 30 de dezembro de 1970 e o mais recente em 16 de dezembro de 2005. Aqueles marcados com ‡ também são um Marco Histórico Nacional.
- Athenwood and Thomas W. Wood Studio
- College Hall
- Montpelier Historic District
- National Clothespin Factory
- Vermont Statehouse‡